# Apoldu de Jos (gmina)
Apoldu de Jos – gmina w Rumunii, w okręgu Sybin. Obejmuje miejscowości Apoldu de Jos i Sângătin. W 2011 roku liczyła 1350 mieszkańców.